# International Race of Champions 1985
International Race of Champions 1985 (eller IROC IX) kördes över tre omgångar, då tävlingen på Talladega ställdes in på grund av regn. Harry Gant besegrade Darrell Waltrip och tog sin enda titel i mästerskapet, efter att kommit före i den sista tävlingen, vilket avgjorde när de stod på samma poäng. Gant vann tävlingen på Michigan International Speedway, medan Waltrip inte klarade av att den nödvändiga pallplatsen, utan blev fyra.

## Delsegrare
| Datum       | Bana     | Vinnare         |
| ----------- | -------- | --------------- |
| 15 februari | Daytona  | Darrell Waltrip |
| 8 juni      | Mid-Ohio | Bobby Rahal     |
| 10 augusti  | Michigan | Harry Gant      |

## Slutställning
| Plats | Förare          | Poäng |
| ----- | --------------- | ----- |
| 1     | Harry Gant      | 45    |
| 2     | Darrell Waltrip | 45    |
| 3     | Bobby Rahal     | 40    |
| 4     | Tom Sneva       | 32    |
| 5     | Terry Labonte   | 31    |
| 6     | Derek Bell      | 31    |
| 7     | John Watson     | 30    |
| 8     | Cale Yarborough | 29    |
| 9     | A.J. Foyt       | 28    |
| 10    | Jochen Mass     | 27    |
| 11    | Mario Andretti  | 25    |
| 12    | Tom Gloy        | 13    |